# Projekt Hail Mary
Projekt Hail Mary (ang. Project Hail Mary) – powieść fantastycznonaukowa autorstwa amerykańskiego pisarza Andy’ego Weira z 2021. W Polsce książka wydana została w tym samym roku przez wydawnictwo „Akurat” w przekładzie Radosława Madejskiego.

## Fabuła
Ryland Grace budzi się samotny na statku kosmicznym. Problemem jest to, że nie pamięta ani jak się nazywa, ani co tu robi. Z czasem odkrywa cel swojej misji: musi ocalić Ziemię przed zagładą z kosmosu. Nieoczekiwanie pomoże mu w tym spotkany w przestrzeni przedstawiciel innej cywilizacji. 

## Analiza
Andy Weir wykorzystał schemat znany z Marsjanina –  samotny człowiek przy pomocy swojej inteligencji musi poradzić sobie z zagrożeniem.

## Nagrody
Powieść otrzymała następujące nagrody:
- Seiun Award dla najlepszej powieści przetłumaczonej 2022,
- Audie Award dla najlepszego audiobooka roku 2022 oraz dla najlepszego audiobooka s-f 2022,
- Goodreads Choice Award dla najlepszego utworu s-f 2021,
- Dragon Award dla najlepszej powieść s-f 2021,
- finalista nagrody Hugo dla najlepszej powieści 2022.

## Ekranizacja
Prawa do stworzenia filmowej adaptacji zostały zakupione przez wytwórnię Metro-Goldwyn-Mayer. Zapowiedziano, że odtwórcą głównej roli i współproducentem ma być Ryan Gosling, a za reżyserię ma odpowiadać duet Phil Lord i Christopher Miller. Autorem scenariusza jest Drew Goddard, który uprzednio zaadaptował Marsjanina, czyli debiutancką powieść Weira na scenariusz filmu Ridleya Scotta o tym samym tytule. Premierę filmu Project Hail Mary zaplanowano na 20 marca 2026.